# Jessica Williams
Jessica Renee Williams, född 31 juli 1989 i Los Angeles County i Kalifornien, är en amerikansk skådespelare och komiker. 
Hon gjorde sin TV-debut 2006 i ungdomsserien En för alla (engelska: Just for Kicks), som visades på Nickelodeon. Från januari 2012 till juni 2016 var hon korrespondent för The Daily Show. Hon brukar även uppträda på improvisationsteatern Upright Citizens Brigade Theatre i Los Angeles, samt har medverkat TV-serien Girls.
Williams har studerat vid California State University, Long Beach.

## Filmografi (i urval)

### Filmer
- 2013 – Delivery Man
- 2015 – People Places Things
- 2015 – Hot Tub Time Machine 2
- 2017 – The Incredible Jessica James
- 2018 – Fantastiska vidunder: Grindelwalds brott
- 2019 – Corporate Animals
- 2019 – Booksmart
- 2022 – Fantastiska vidunder: Dumbledores hemligheter
- 2024 – Road House

### TV-serier
- 2006 – En för alla (TV-serie)
- 2012–2016 – The Daily Show (TV-serie)
- 2014 – Girls (TV-serie)
- 2019 – The Twilight Zone (TV-serie)
- 2021 – Jag älskar Arlo (TV-serie) (röst)
- 2021 – Love Life (TV-serie)
- 2022 – Entergalactic (TV-serie) (röst)
- 2023–2024 – Shrinking (TV-serie)